# نظریه کانن–بارد

شمائی از منطقه تالاموسی در مغز

تاکید اصلی نظریه کانن-بارد(به انگلیسی: Cannon–Bard theory) این است که هیجان امری است که از عملکرد ساختار هیپوتالاموس ناشی است، و احساس عاطفی از تحریکات تالاموس نشات گرفته است. این نظریه اعلان می‌دارد که  احساس ذهنی و تغییرات فیزیولوژیکی در هنگام پاسخ به یک محرک دو مقوله جدا و مستقل از یکدیگر هستند؛ و الزاماً انگیختگی پیش از بروز احساس واقع نمی‌شود٬ از اینرو، عملکرد منطقه تالاموس نقش عمده ای در این نظریه از هیجان را بر عهده دارد.